# Tim Murray
Timothy Patrick (Tim) Murray (Worcester (Massachusetts), 7 juni 1968) is een Amerikaans politicus van de Democratische Partij. Hij was de luitenant-gouverneur van Massachusetts van 2007 tot 2013 onder gouverneur Deval Patrick. Hij was van 2002 tot 2007
Burgemeester van zijn geboorteplaats Worcester (Massachusetts). Van 1998 tot 2001 was hij lid van de Worcester gemeenteraad, in 2002 werd hij gekozen als burgemeester. In 2007 besloot hij zich kandidaat als luitenant-gouverneur van Massachusetts, in de voorverkiezing versloeg hij Deborah Goldberg en Andrea Silbert. Samen met gouverneurs kandidaat Deval Patrick verloeg hij de Republikeinse kandidaat Kerry Healey. In 2010 won Murray samen met gouverneur Deval Patrick een tweede termijn.
Op 6 januari 2011 maakte gouverneur Patrick bekend geen derde termijn als gouverneur te zoeken en stelt zich niet kandidaat voor de gouverneurs verkiezingen van 2014. Murray werd gezien als een leidend kandidaat van de Democratische Partij voor het gouverneurschap in 2014, maar maakte in 2013 bekend af te zien van een gooi naar het gouverneurschap.